# 卡尔·古斯塔夫·阿克塞尔·哈纳克
卡尔·古斯塔夫·阿克塞尔·哈纳克（德語：Carl Gustav Axel Harnack，1851年5月7日—1888年4月3日）波罗的海德意志人数学家，发展了位势论。哈纳克不等式适用于调和函数。他还研究了平面曲线的实代数几何，证明了实平面代数曲线的哈纳克曲线定理。他的父亲是神学家费奥多西·哈纳克，同胞兄弟是神学家阿道夫·哈纳克。